# Вшівак
Вшівак (словац. Všivák) — річка; ліва притока Вагу, протікає в окрузі Жиліна.
Довжина приблизно 3,9-5,5 км. Витік знаходиться в масиві Мала Фатра  (геоморфологічна підодиниця Лучанська Фатра) — на висоті приблизно 385 метрів.
Протікає територією міста Жиліна. Впадає у Ваг на висоті приблизно 330 метрів.